# Động vật trợ giúp

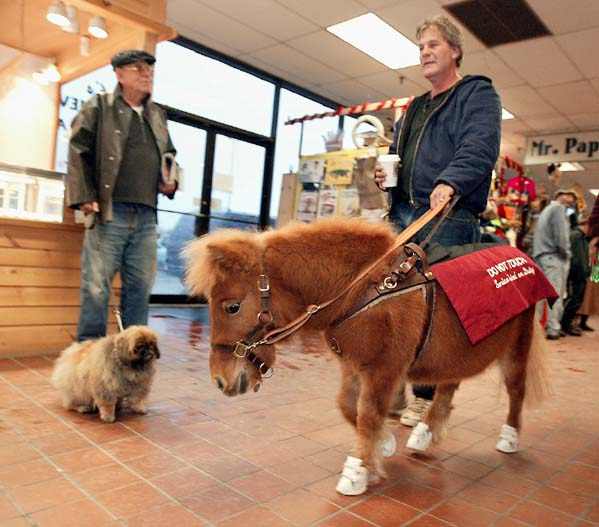
Một con ngựa đẫn đường và một con chó hỗ trợ

Động vật trợ giúp (assistance animals) hay còn gọi là động vật hỗ trợ (helper animals) hay là động vật phục vụ (Service animal) là động vật làm việc (súc vật lao động) đã được huấn luyện kỹ lưỡng để thực hiện các nhiệm vụ trợ giúp cho người tàn tật. Việc sử dụng các động vật trợ giúp là phổ biến trong các xã hội phương Tây ngày nay. 

## Phân loại
Cộng đồng động vật trợ giúp quốc tế đã phân loại ba kiểu động vật trợ giúp: 
- Động vật dẫn đường, hướng dẫn cho người mù
- Động vật có thính giác tốt để báo hiệu cho người khiếm thính (trợ thính)
- Động vật phục vụ làm việc cho những người khuyết tật không phải là mù hoặc điếc.

Tại Hoa Kỳ, thuật ngữ "động vật phục vụ" bao gồm cả ba loại trên (chó dẫn đường, động vật trợ thính, chó phục vụ). Nhiều động vật phục vụ có thể được huấn luyện để thực hiện các nhiệm vụ giúp người chủ tàn tật của chúng sống cuộc sống độc lập. Những động vật như vậy bao gồm:
- Chó cảm nhận động kinh, được huấn luyện để cảm nhận cơn động kinh của người chủ. Chó có thể hỗ trợ một số khuyết tật về thể chất và tinh thần.
- Khỉ mũ (khỉ thầy tu/khỉ Capuchin) có thể được huấn luyện để thực hiện các công việc thủ công như cầm nắm đồ vật, vận hành các nút bấm và công tắc, cũng như lật các trang sách.
- Một con ngựa nhỏ có thể được huấn luyện trở thành ngựa dẫn đường để hướng dẫn người mù, để kéo xe lăn, hoặc hỗ trợ những người bị bệnh Parkinson. Một con ngựa nhỏ phát triển hoàn chỉnh có thể thay đổi kích cở từ 26 đến 38 gang.

## Các loài

### Chó
Xem thêm: Chó hỗ trợ

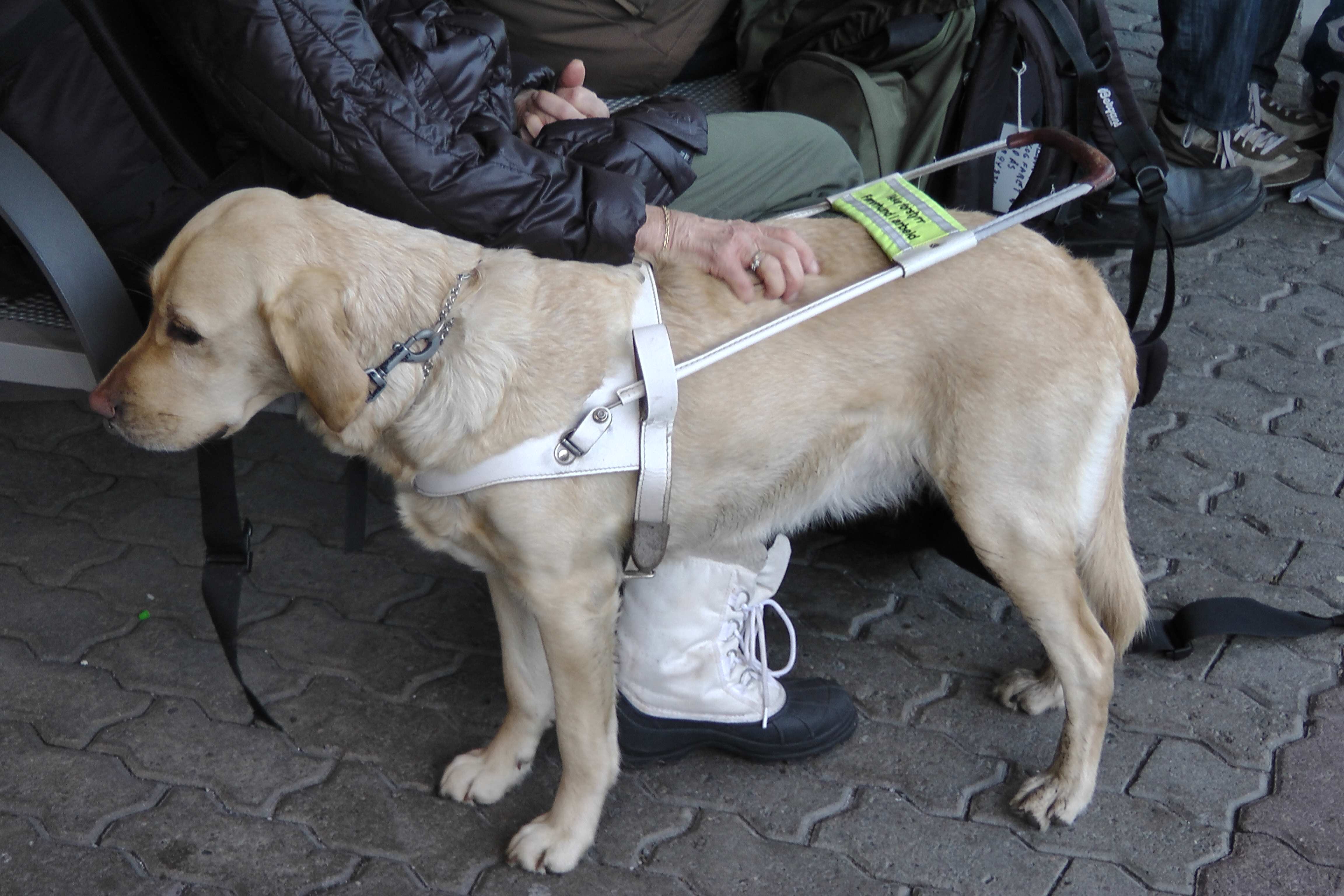
Chó hỗ trợ ở Na Uy

Chó là động vật hỗ trợ phục vụ phổ biến nhất, hỗ trợ con người theo nhiều cách khác nhau ít nhất là từ năm 1927. Ở những nơi ở công cộng ở Hoa Kỳ, chỉ chó (và trong một số trường hợp là ngựa nhỏ) mới được coi là động vật phục vụ một cách hợp pháp. Ở một số bang nhất định có "động vật" phục vụ là hợp pháp. Ví dụ, ở Montana, tất cả động vật đều được cấp phép là động vật hỗ trợ ở cấp tiểu bang. Các động vật khác như ngựa được phép theo tổ chức ADA ở Hoa Kỳ. Nhiều con mèo, những con chim và thậm chí cả chó sói đang làm việc để giúp giảm thiểu tình trạng khuyết tật của người dân ở Montana. Việc huấn luyện động vật phục vụ của riêng bạn ở Hoa Kỳ cũng là hợp pháp. Có một định nghĩa rộng hơn cho động vật trợ giúp.
Chó dẫn đường là những chú chó huấn luyện để dẫn đường cho người mù hoặc khiếm thị qua những vật cản trên đường đi. Mặc dù chó có thể được huấn luyện để vượt qua nhiều chướng ngại vật, nhiều người mù màu (xanh-đỏ) không có khả năng diễn giải những biển báo đường phố. Con người chỉ đạo chó dẫn đường dựa trên những kĩ năng học được thông qua khóa huấn luyện chuyển động trước đây. Người điều khiển có thể được coi giống như hoa tiêu của máy bay, họ phải biết cách đi từ nơi này đến nơi khác, và con chó là phi công giúp họ đến nơi đó an toàn. Chó dẫn đường bắt đầu được sử dụng trên thế giới từ Thế chiến 2 cho đến nay. Tại một vài quốc gia, chó dẫn đường bên cạnh hầu hết chó dịch vụ đều được miễn cấm các quy định xuất hiện của động vật ở những nơi như nhà hàng hay phương tiện giao thông công cộng.

### Ngựa
Những con ngựa cở nhỏ được huấn luyện dùng làm động vật trợ giúp. Có một số lợi thế của ngựa nhỏ hay ngựa mini như động vật hỗ trợ. Ngựa nhỏ có thể được chọn bởi những người mà tôn giáo coi chó là không sạch sẽ (loài vật ô uế) hoặc những người bị dị ứng nghiêm trọng với chó, cũng như chứng ám ảnh sợ hãi (hội chứng sợ chó), là một lựa chọn di chuyển dựa theo kinh nghiệm dành cho những người mù không muốn hoặc không thể sử dụng chó dẫn đường. Ngựa trưởng thành có tuổi thọ trung bình từ 30–40 năm (dài hơn của cả chó và khỉ) và mất 6 tháng đến một năm huấn luyện, chỉ được thực hiện bởi những người huấn luyện chuyên nghiệp. Những người sử dụng ngựa dẫn đường cho biết chúng thường được nhận ra ngay lập tức là một động vật phục vụ công việc, trong khi một con chó có thể bị nhầm với một con vật cưng. Ngựa nhỏ được khen ngợi vì tầm nhìn tuyệt vời (350 độ), trí nhớ tốt, bản tính điềm tĩnh, phong thái tập trung và hiệu quả chi phí tốt. 

### Khỉ

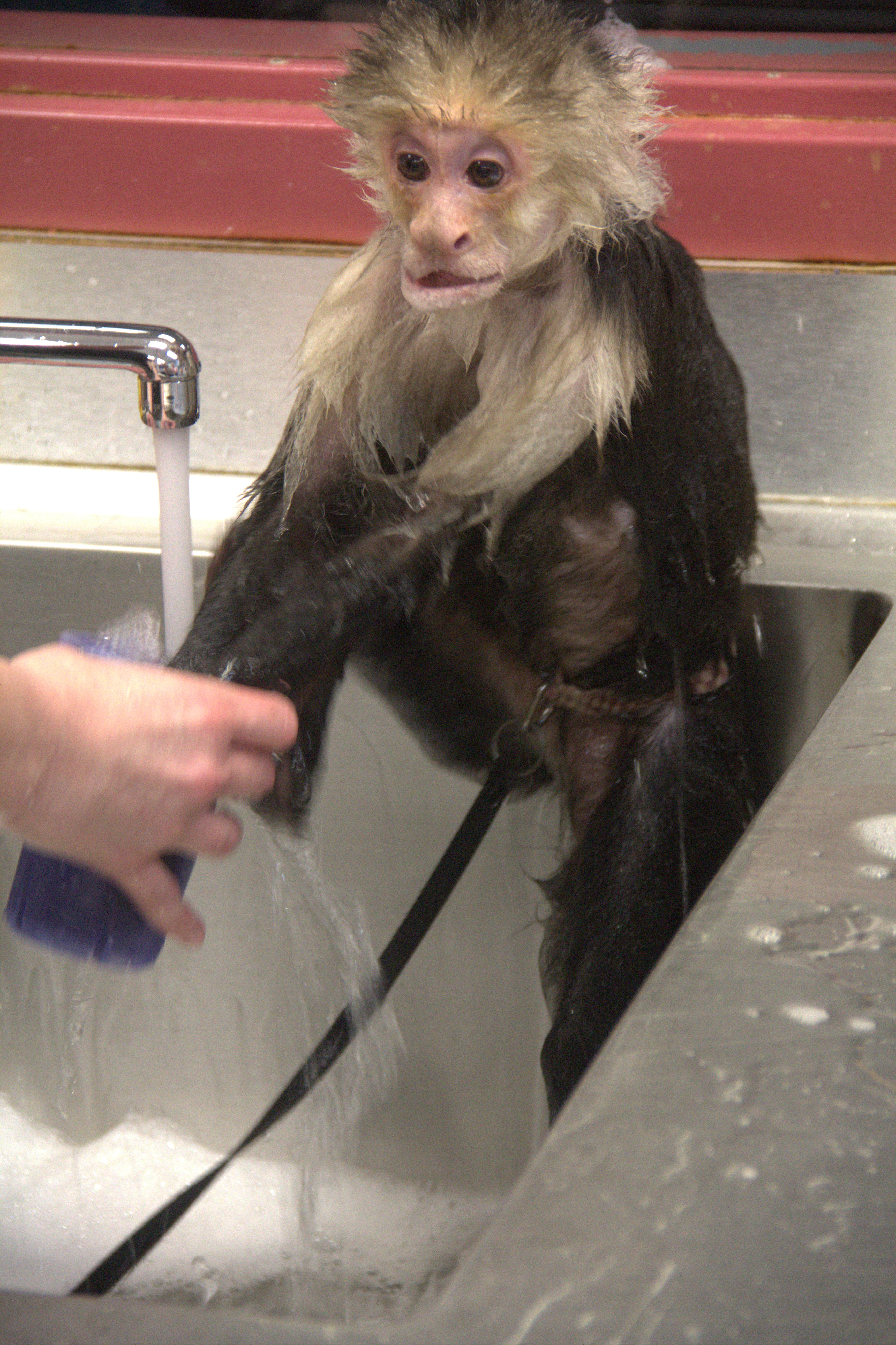
Một con khỉ đang rửa tay cho chủ

Khỉ nuôi giúp việc là một loại động vật hỗ trợ, được huấn luyện đặc biệt để giúp những người bị liệt tứ chi (bại liệt), chấn thương tủy sống nặng hoặc các khuyết tật về khả năng vận động khác, tương tự như chó hỗ trợ di chuyển. Khỉ trợ giúp thường được các tổ chức tư nhân huấn luyện trong trường học, mất bảy năm để huấn luyện một cá thể khỉ và có thể phục vụ 25–30 năm (lâu hơn hai đến ba lần so với chó dẫn đường). Sau khi được xã hội hóa trong một ngôi nhà của con người khi còn nhỏ, những con khỉ trải qua quá trình huấn luyện sâu rộng trước khi được đưa tới cho một cá nhân cần hỗ trợ. Xung quanh ngôi nhà, những con khỉ hỗ trợ cuộc sống hàng ngày bằng cách làm các công việc bao gồm lấy thức ăn từ lò vi sóng, rửa mặt cho chủ và mở chai nước uống. Dù vậy, Hiệp hội Y tế Thú y Hoa Kỳ không ủng hộ việc sử dụng các loài linh trưởng không phải con người làm động vật trợ giúp vì lo ngại về phúc lợi động vật, quyền động vật, khả năng gây thương tích nghiêm trọng cho con người (khỉ cắn) và nguy cơ các loài linh trưởng có thể truyền bệnh nguy hiểm cho người.